# 松浦克巳
松浦 克巳（まつうら かつみ）は、日本の大蔵・財務官僚。

## 経歴
北海道網走市生まれ。北海道札幌南高等学校を経て、1988年 東京大学法学部卒業、大蔵省入省。内閣官房長官秘書官などを務めた。ハーバード大学留学。1992年7月 大蔵省主税局調査課外国調査第一係長。1994年7月10日 尾道税務署長。1995年 国際通貨基金派遣。1998年 大蔵省理財局資金第一課資金企画室課長補佐。1999年 理財局総務課課長補佐（総合資金・資金調整・調査）。2001年 財務省主税局税制第二課課長補佐（法人税）。2006年 財務省理財局総務課調査室長。2008年 財務省主計局司計課予算執行調査室長。2011年 財務省主計局主計官（防衛係担当）。2013年 財務省理財局国債企画課長。2015年 原子力規制庁長官官房総務課長。2017年7月21日、東北財務局長。2018年7月27日から広島国税局長を務め、軽減税率の広報などを進めた。2019年7月5日、国税庁調査査察部長。2020年財務省大臣官房付兼内閣官房内閣審議官（内閣官房副長官補付）兼内閣官房日本経済再生総合事務局次長。同年内閣官房成長戦略会議事務局次長。2021年内閣官房新しい資本主義実現本部事務局次長。
2023年7月11日、国土交通省政策統括官。2025年7月1日、財務省大臣官房付・辞職。